# Cuichapa (municipalité)
La municipalité de Cuichapa est l'une des 212 municipalités de l'État de Veracruz, et est située dans la partie centrale de cet État. Elle se trouve à l'ouest du golfe du Mexique, dans le bassin versant de la rivière Río Blanco, affluent nord du fleuve Río Papaloapan, et est assise sur les contreforts de la chaîne de montagnes de la Sierra Madre orientale. Son chef-lieu est la ville éponyme de 	Cuichapa. Elle dépend de la région administrative de Las Montañas, qui est une des 10 subdivisions administratives de l'État de Veracruz.

## Géographie
La municipalité de Cuichapa s'étend d'ouest en est sur la rive nord de la rivière Río Blanco, affluent nord du fleuve Río Papaloapan, et qui lui sert de limite au sud. Sa limite nord-est est elle formée la rivière Zapote, affluente du Río Blanco. Elle est assise sur les piémonts du massif montagneux de la Sierra Madre orientale, et présente une altitude oscillant entre 360 et 800 mètres. Son chef-lieu est la ville éponyme de Cuichapa, qui se situe dans la partie occidentale de son territoire. Dans la partie orientale de son territoire, sur la rive nord du Río Blanco, s'étendent des quartiers (dont le quartier Providencia) appartenant à l'agglomération d'Omealca, chef-lieu de la municipalité voisine de même nom, qui s'étend au sud. Son territoire couvre une superficie de 34,7 km2, et était peuplé en 2010 de 11 645 habitants, pour une densité de 335,6 habitants par km2.
La municipalité est limitrophe au nord de celles de Cuitláhuac, de Yanga, et de Amatlán de los Reyes, à l'ouest de celle de Coetzala, et au sud de celle de Omealca.

## Composition et démographie
La municipalité était composée en 2010 de 21 localités, dont 2 étaient considérées comme urbaines, les autres étant rurales.
| Localité                   | Population |
| -------------------------- | ---------- |
| Providencia                | 3401       |
| Cuichapa                   | 3171       |
| Cobos García (San Nicolás) | 801        |
| Toluquilla Buena Vista     | 603        |
| Barrio Guadalupe           | 580        |
| Reste des localités        | 3089       |
| Total population           | 11 645     |

En plus de l'espagnol, plusieurs langues amérindiennes sont parlées dans la municipalité, dont les principales sont par ordre d'importance : le nahuatl, et dans une moindre mesure le mazatèque, et d'autres encore, marginales.

## Histoire
En 1824, Cuichapa dépend de la municipalité de Naranjal.

## Économie

### Agriculture et élevage
La superficie des parcelles semées représentait en 2014 une surface totale de 5298 hectares, parmi lesquels 3900 hectares étaient voués à la culture de la canne à sucre, 5454 hectares étaient voués à la culture du maïs, et 800 hectares étaient voués à celle du caféier.
En 2014, la production de viande par tonnes comprenait 7,8 tonnes de viande bovine, 15,3 tonnes de viande porcine, 1,1 tonne de viande ovine, 8,5 tonnes de volailles, et 0,4 tonne de dinde. La superficie vouée à l'élevage représentait alors 286 hectares.